# Orthotylus candidatus
Orthotylus candidatus är en insektsart som beskrevs av Van Duzee 1916. Orthotylus candidatus ingår i släktet Orthotylus och familjen ängsskinnbaggar. Inga underarter finns listade i Catalogue of Life.